# Hippodrome de Deauville-Clairefontaine

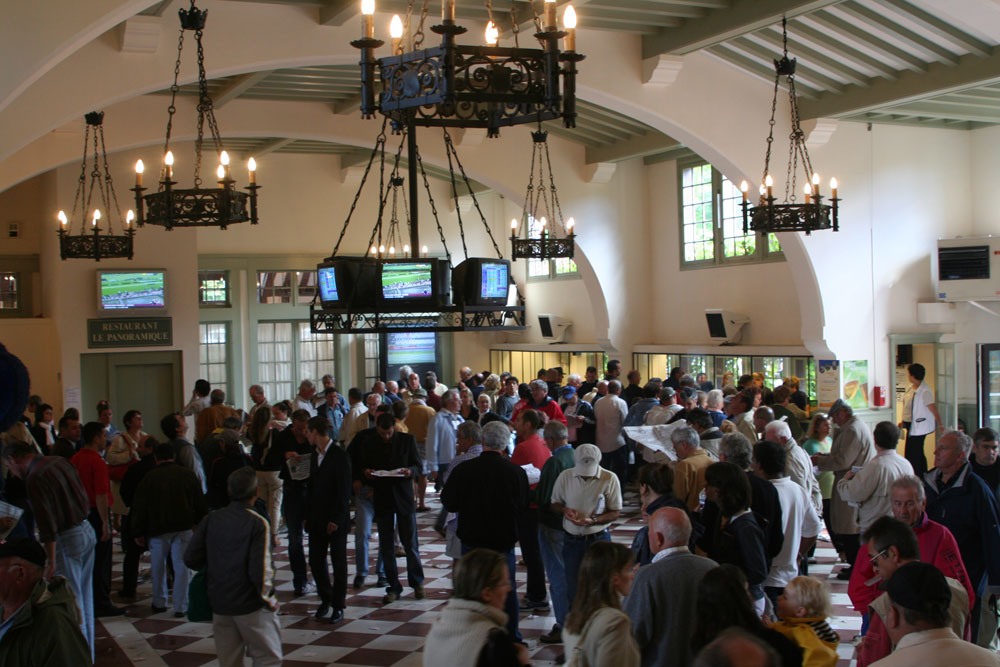
Le hall des paris

L'hippodrome de Deauville-Clairefontaine se situe dans le Calvados, sur la commune de Tourgéville.
Il accueille des courses hippiques de plat, de trot et d'obstacles.

## Histoire
Le duc de Morny crée les courses de plat à Deauville en 1864. Devant l'importance toujours croissante de ces courses qui ont lieu sur l'hippodrome de Deauville-La Touques, il apparaît nécessaire de créer au cœur du pays d'Auge, un champ de courses d'obstacles pour prolonger la saison. La Société des courses de Pont-l'Évêque voit le jour à l'hippodrome de la Croix-Brisée à Pont-l'Évêque en 1875. On s'aperçoit rapidement que cet hippodrome est trop éloigné de Deauville et son aménagement trop limité. Les activités de la Société des courses de Pont-l'Évêque sont reprises par la Société des courses du pays d'Auge (S.C.P.A) en 1924. Celle-ci propose la création d'un hippodrome à Saint-Arnoult. Ce projet avorte en raison de l'impossibilité d'achat des terrains. La Société des courses du pays d'Auge cherche donc un autre emplacement, celui de Clairefontaine est choisi.
En 1924, la ville de Deauville achète le terrain de Clairefontaine à Tourgéville et y construit les tribunes, 44 boxes, et chambres de lads. L'hippodrome municipal de Deauville à l'architecture régionale de par ses colombages va naître : c'est le « petit Clairefontaine ». Il est destiné à recevoir la Société des courses du pays d'Auge. L'hippodrome de Clairefontaine est officiellement inauguré le 8 août 1928, par le ministre de l'Agriculture. Dès 1928, les courses de plat sont à l'honneur. Cinquante courses de plat et d'obstacles se déroulent sur dix-sept réunions estivales. Ce n'est qu'en 1932 que les réunions de trot rejoignirent Clairefontaine. En 1936, le « petit Clairefontaine » comme son nom l'indique, devient trop petit. La SCPA décide d'agrandir le champ de courses. À la suite de l'achat de terrains sur Tourgéville, deux grandes pistes sont créées : une de plat et une de steeple-chase. Ces pistes sont inaugurées durant l'été 1937. Les courses y ont lieu jusqu'à la déclaration des hostilités de la Seconde Guerre mondiale en septembre 1939.
Pendant la guerre, l'hippodrome est bien entendu fermé. Il rouvre en 1949 avec 14 réunions dont six avec PMU, nombre qui reste inchangé jusqu'en 1995. C'est vers 1958 que l'hippodrome va retrouver sa vocation première et qu'il redevient un hippodrome d'obstacles où s'y disputent des épreuves de qualité comme son grand steeple-chase. Le trot n'est pas oublié, une grande place lui est réservée puisque trois réunions du meeting en juillet lui sont entièrement consacrées. L'hippodrome de Clairefontaine se modernise constamment au fil du temps en fonction des attentes des professionnels et des amateurs. 
Il reste aujourd'hui dans la région de la côte normande le seul et unique hippodrome tridisciplinaire. Les temps forts de l'année sont le Grand steeple-chase de Deauville, la Grande course de Haies ou encore le Grand prix de Clairefontaine, qui clôture tous les ans la saison. Enfin en 1998, l'hippodrome de Clairefontaine fête son 70e anniversaire. Un an plus tard, le vendredi 13 août 1999, on y court son premier tiercé d'obstacle.

## Anecdote
L'hippodrome de Deauville Clairefontaine est le premier hippodrome en France à proposer en 2006 une réunion nocturne grâce à un système de ballons éclairants.

## Galerie

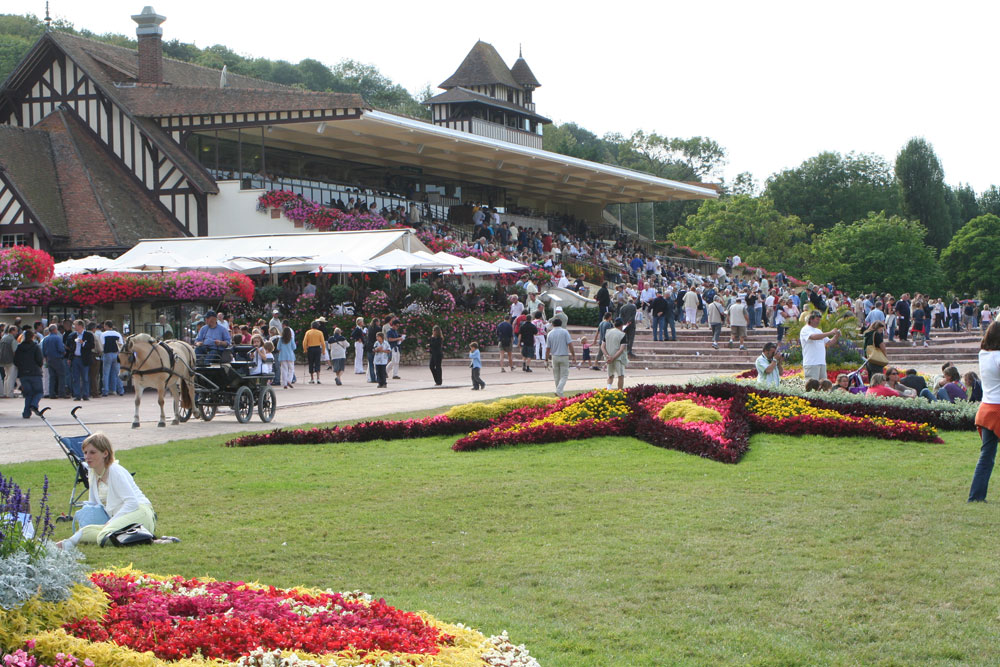
Les tribunes
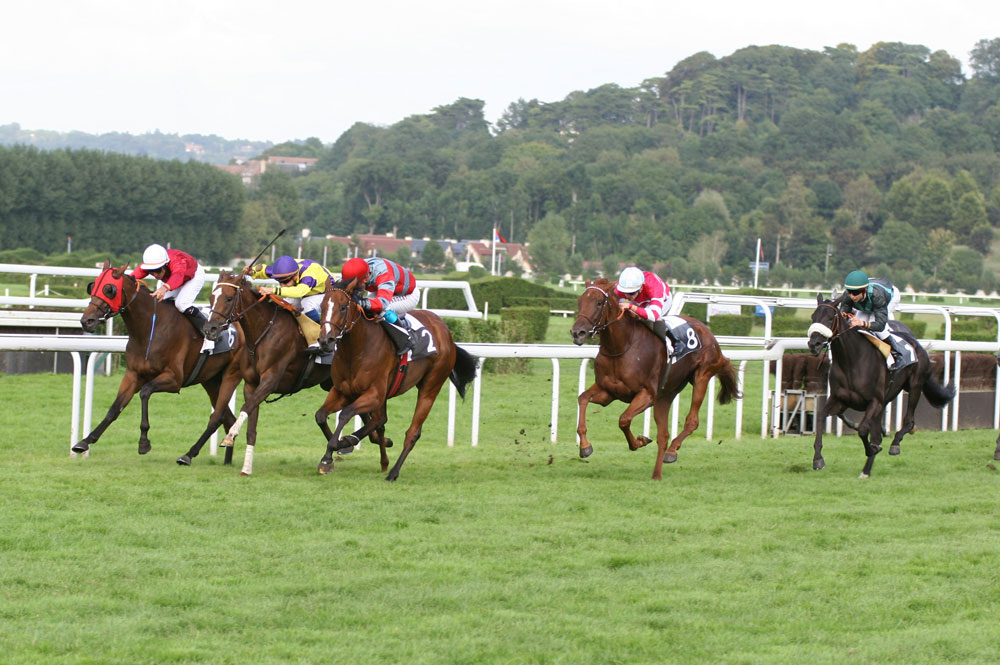
Course de plat
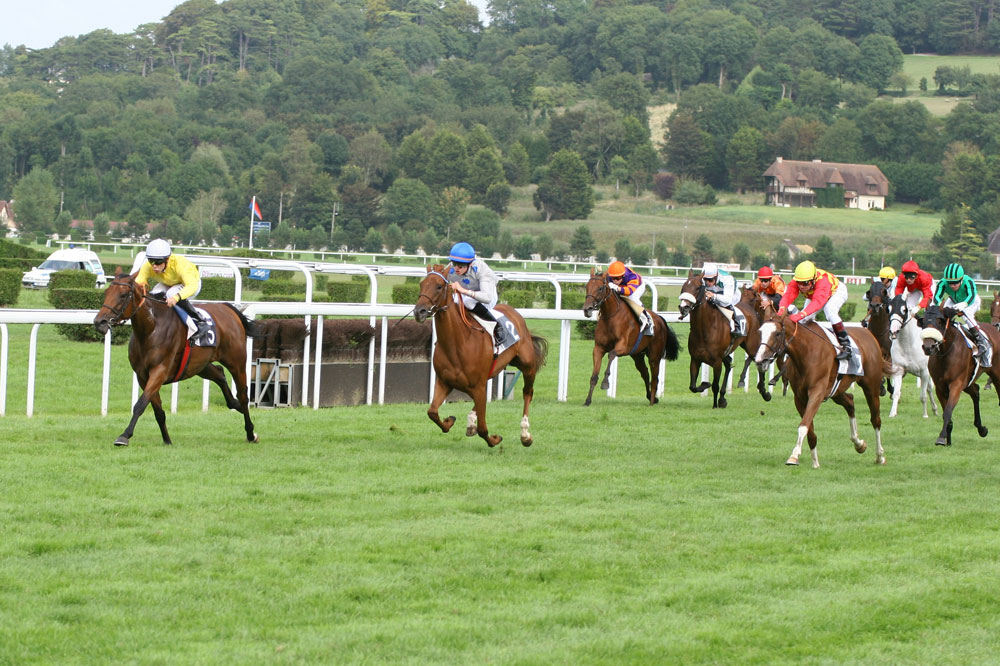
Course de plat
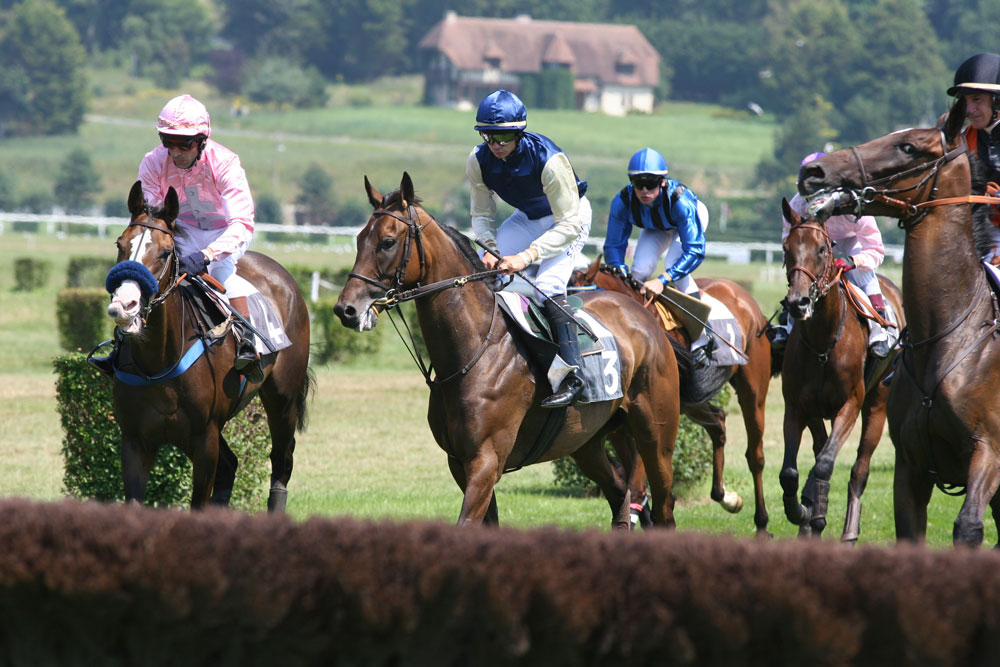
Obstacle
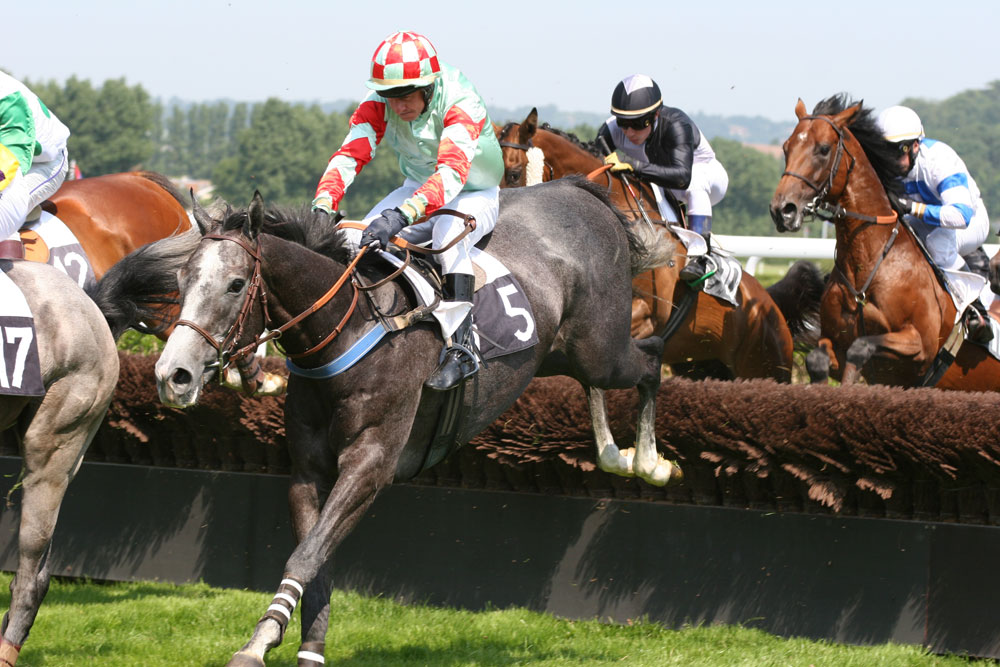
Obstacle
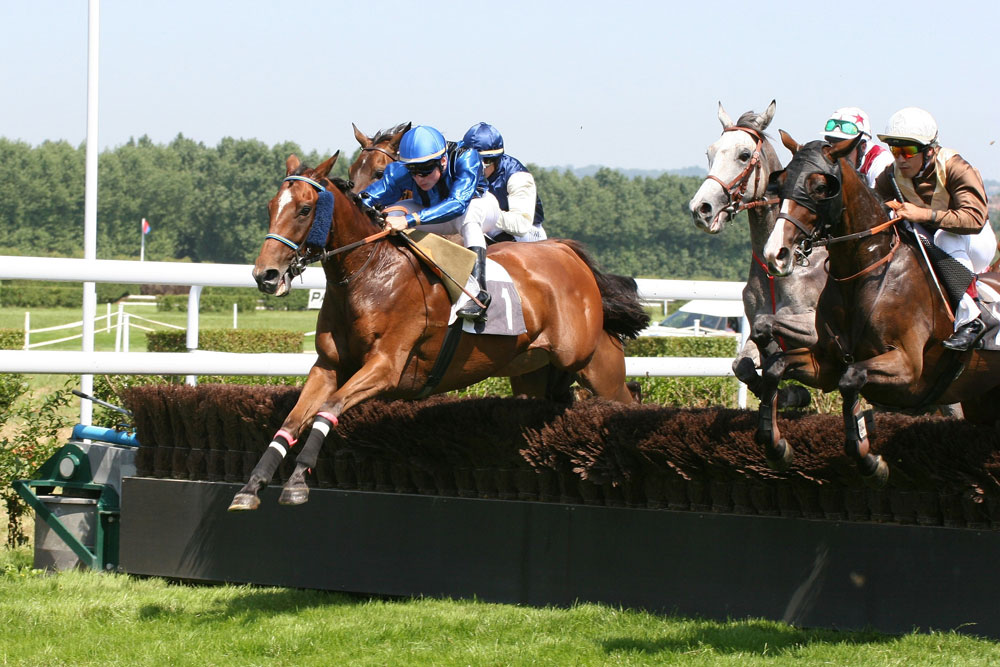
Obstacle
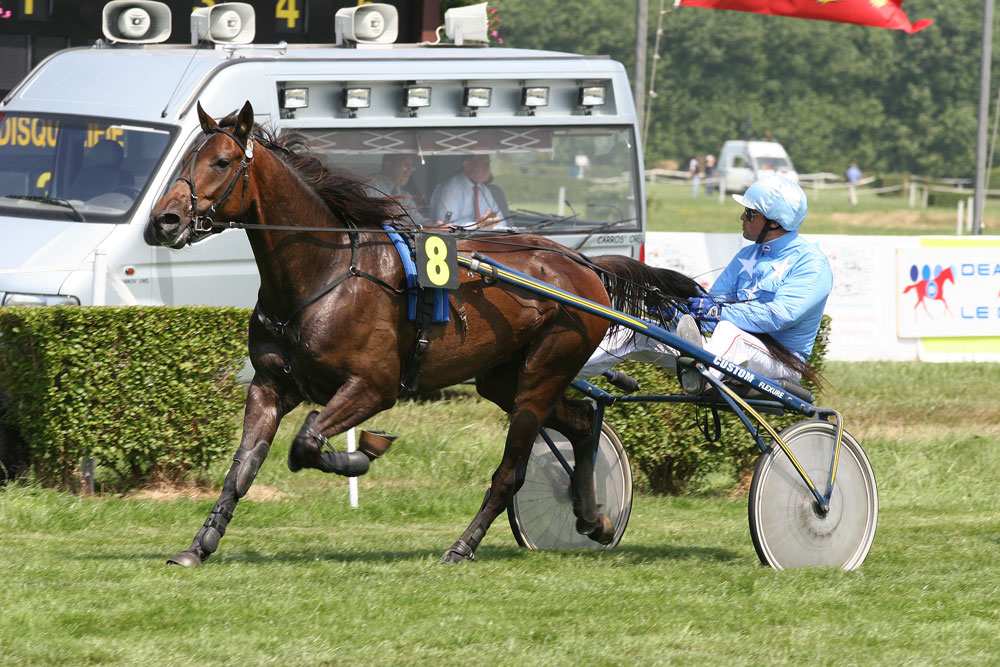
Trot
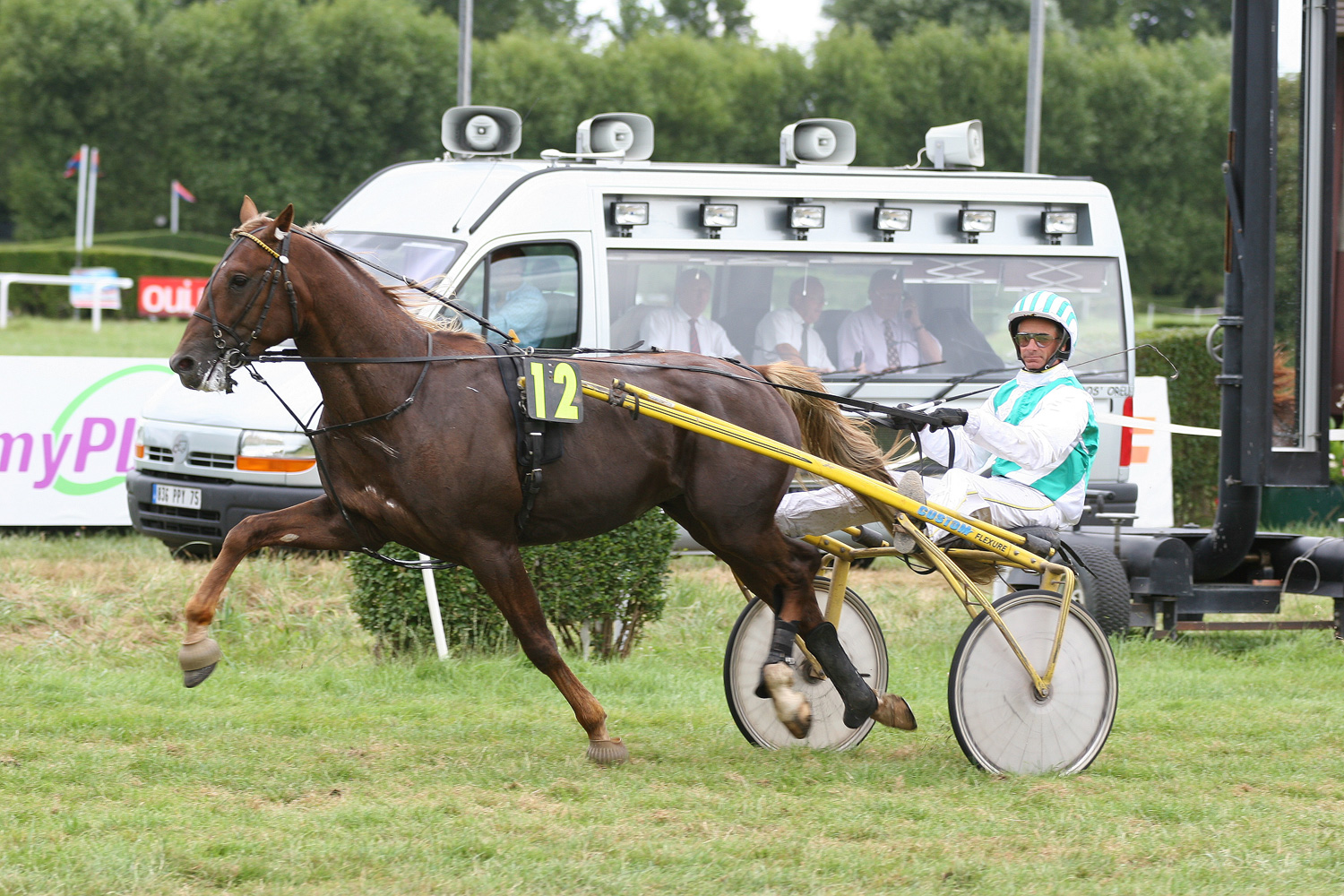
Trot